# Chavez: Inside the Coup
Chavez: Inside the Coup ist ein Dokumentarfilm. Der Film lief auch unter dem Alternativtitel „The Revolution Will Not Be Televised“. Erstmals ausgestrahlt wurde er auf RTÉ One am 18. Februar 2003. In Deutschland wurde er unter dem Titel „Chavez: Ein Staatsstreich von innen“ im ZDF und bei ARTE gezeigt.

## Inhalt
Venezuela, 2002 – Präsident Hugo Chávez regiert seit vier Jahren und verspricht mehr Demokratie, mehr Bildung, eine Landreform und die Umverteilung der Gewinne des viertgrößten Ölexporteurs der Welt zugunsten der armen Bevölkerung. Aber er hat starke Gegner in der Wirtschaftselite und so kommt es am 11. April 2002 zum Putsch. Chavez wird verschleppt, der Kampf um die Macht entbrennt. Ein irisches Filmteam (Kim Bartley, Donnacha Ó Briain) von Radio Telefís Éireann, welches für eine Dokumentation über Venezuela ins Land reiste, dokumentiert die erlebten dramatischen Ereignisse der folgenden Stunden und Tage.
In der Dokumentationen werden durch Interviews die Sichtweisen von Chávez-Unterstützern (die mehr Wohlstand erhoffen) und Chávez-Gegnern (die befürchten, er werde den Kommunismus einführen) dargestellt. Aufnahmen zeigen die Proteste für und gegen Chávez vom 11. April 2002, bei denen es zu Schüssen in die Menge kam, wobei sich die Dokumentation mit den Filmaufnahmen gegen die Darstellung privater Fernsehsender wendet, dass die Gewalt von Chávez-Unterstützern ausging und verweist auf Scharfschützen unbekannter Herkunft. Am Abend des Tages verlangen Mitglieder der Militärführung den Rücktritt von Chávez, ansonsten werde der Präsidentensitz bombardiert. Chávez weigert sich zurückzutreten, begibt sich aber in Gefangenschaft um die Bombardierung zu verhindern.
Am 12. April 2002 wird Pedro Carmona, Vorsitzender der Handelskammer, als neuer Präsident eingeschworen und ernennt eine neue Regierung, laut Mediendarstellung sei Chávez zuvor zurückgetreten. Unterdessen erklären Chávez-Unterstützer trotz der Medienzensur, dass Chávez nicht wirklich zurückgetreten sei. Am 13. April 2002 kommt es daraufhin zu Protesten gegen den Putsch vor dem Präsidentenpalast. Die Präsidentengarde entschließt sich, sich gegen die neue Regierung zu wenden und bringt das Gebäude unter ihre Kontrolle. Mitglieder der Chávez-Regierung gelangen zum Regierungssitz und fordern das Militär über den reinstallierten öffentlichen Fernsehsender auf, Chávez freizulassen. Der Film endet mit Aufnahmen von der Freilassung von Chávez und Ausschnitten seiner Rede nach der Rückkehr zum Regierungssitz.
Ursprünglich war die Dokumentation thematisch breiter angelegt (die Filmmacher waren bereits sieben Monate vor dem Putsch angereist), aber die Filmmacher entschieden sich während der Produktion den Putsch und die Rolle der Medien bei dem Putsch in den Mittelpunkt der Dokumentation zu stellen.

## Reaktionen
Der Film wurde mehrfach ausgezeichnet (unter anderem beim Banff World Media Festival) und lief u. a. auf Arte und BBC. Er erhielt gute bis sehr gute Bewertungen von Filmkritikern.
Politisch wurde die Dokumentation sehr kontrovers diskutiert und teils angefeindet. Die vorherige international publizierte Version des Putsches war, dass es sich um eine spontane Volksreaktion gehandelt habe, die Filmaufnahmen hingegen widersprechen dieser Version. Seitens der venezolanischen Opposition kam es nach den internationalen Veröffentlichungen zu einer breiten Kampagne gegen den Film. Die oppositionelle Organisation El Gusano de Luz, repräsentiert durch den Filmemacher Wolfgang Schalk, startete eine Petition gegen den Film. Die BBC Editorial Complaints Unit untersuchte aufgrund dieser Unwahrheits-Vorwürfe den Film, kam jedoch zum Schluss, dass die Vorwürfe gegen den Film nicht berechtigt seien. Chavez-Gegnern gelang es im Herbst 2003, die Aufführung des Films beim Festival von Vancouver durch Gewaltandrohung gegen Amnesty-International-Mitarbeiter in Venezuela zu verhindern. Die von Wolfgang Schalk und Thaelman Urgelles erstellte Dokumentation X-ray of a Lie wirft den Machern des Films Fehler und in einigen Fällen Manipulation von Bildmaterial vor. Nachfolgend entstand eine dritte Dokumentation mit dem Titel Puente Llaguno: Claves de una Masacre, die X-ray of a Lie vorwirft, auf falschen Informationen zu basieren.
Der ehemalige Generaldirektor des Irish Film Board und Leiter der Huston School of Film an der [National University of Ireland], Rod Stoneman, veröffentlichte 2008 eine Fallstudie zu dem Film. Neben den Hintergründen der Produktion analysiert Stoneman darin auch die Reaktionen und die Kritik an „Chavez: Inside the Coup“. Er kommt zu dem Schluss, dass durch die Verwendung von außerchronologischen Archivaufnahmen die Filmmacher sich anfällig für Kritik machten und die Glaubwürdigkeit des Filmes unterhöhlten, von der Diskreditierung des Films durch die venezolanische Opposition distanziert er sich jedoch. Kleinere Fehler seien in der Kritik deutlich übertrieben dargestellt worden, 15 bis 17 der 18 Beanstandungen stellten sich laut Stonemans Untersuchung als falsch heraus. Er kommt zu dem Schluss, dass der Film insgesamt mit Anstand und Ehrlichkeit produziert wurde.